# NGC 17
NGC 17 (NGC 34) este o galaxie spirală din constelația Balena. Acesta se află la aproximativ 250 de milioane de ani-lumină față de Soare. A fost descoperită în 1886 de către Fank Muller, iar apoi redescoperită de către Lewis Swift, ceaa ce a făcut galaxia să aibă 2 denumiri în Noul Catalog General de nebuloase și roiuri de stele.